# حسین کعبی
حسین کعبی (زادهٔ ۱۱ مهر ۱۳۶۴) بازیکن سابق و مربی کنونی فوتبال اهل ایران است.

## آمار ملی

### بازی‌های ملی
| ایران | ایران | ایران |
| سال   | بازی  | گل    |
| ----- | ----- | ----- |
| ۲۰۰۲  | ۲     | ۰     |
| ۲۰۰۳  | ۹     | ۱     |
| ۲۰۰۴  | ۱۷    | ۰     |
| ۲۰۰۵  | ۱۱    | ۰     |
| ۲۰۰۶  | ۹     | ۰     |
| ۲۰۰۷  | ۲     | ۰     |
| ۲۰۰۸  | ۱۵    | ۰     |
| ۲۰۰۹  | ۱۸    | ۰     |
| ۲۰۱۰  | ۱     | ۰     |
| مجموع | ۸۴    | ۱     |

### گل‌های ملی
| شماره | تاریخ         | میزبان | بازی ملی | حریف     | نتیجه | رقابت                   |
| ----- | ------------- | ------ | -------- | -------- | ----- | ----------------------- |
| ۱     | ۱۲ اکتبر ۲۰۰۳ | تهران  | ۸        | نیوزیلند | ۳–۰   | چلنج کاپ آسیا–اقیانوسیه |

## دوران حرفه‌ای
فوتبال کعبی در استقلال اهواز و سپس فولاد خوزستان آغاز شد. او در جام جهانی ۲۰۰۶ دفاع راست تیم ملی ایران بود. پس از انتقالی بزرگ به باشگاه پرسپولیس و انجام ۹ بازی برای این تیم، به تیم لستر سیتی انگلستان پیوست. این بازیکن از سوی باشگاه لسترسیتی و در پی اختلاف مدیر برنامه‌هایش با مربی و سران باشگاه، در لیست جداشوندگان تیم قرار گرفت و به پرسپولیس بازگشت و پس از قهرمانی با پرسپولیس در لیگ برتر فوتبال ایران در فصل ۸۷–۱۳۸۶ در فصل نقل و انتقالات به تیم سایپا کرج پیوست. وی در بین نیم فصل ۹۲–۱۳۹۱ از تیم راه‌آهن تهران به تیم صنعت نفت آبادان پیوست.
حسین کعبی در سن ۱۴ سالگی فوتبال را شروع کرد. در سال ۱۳۹۵ او پس از دو فصل دوری از فوتبال با بازی در سپیدرود رشت دوباره به فوتبال بازگشت. حسین کعبی در اواسط نیم فصل اول ۹۸–۱۳۹۷ از فوتبال خداحافظی کرد و به عنوان کمک مربی به کادر فنی سپیدرود رشت اضافه شد.
بهترین بازی‌های وی پیشگیری از گل شدن ضربه سر بازیکن اردن در بازی‌های آسیایی بود که توپ را با قیچی برگردان از دروازه بیرون کشید و بعد از آن مهار لوئیس فیگو در جام جهانی ۲۰۰۶ بود.